# Fucking Flink
Fucking Flink er en bevægelse, der har til formål at gøre Danmark til verdens flinkeste land. Bevægelsen har sit udspring i bogen af samme navn, som rådgiveren og forfatteren Lars AP udgav i efteråret 2010. Bevægelsen arbejder dels på internettet, dels offline, med at fremme tiltag til større flinkhed.
Inspireret af Fucking Flink kårede AOK i 2013 Hus Forbi-sælgerne som "Byens Fucking Flinkeste", og i april 2013 gik programserien "Ultra Fucking Flink" med Lars AP som vært på DR Ultra.

## Eksterne links
- Bevægelsens website Arkiveret 25. juni 2013 hos  Wayback Machine
- "Byens Fucking Flinkeste" Arkiveret 2. juli 2013 hos  Wayback Machine
- Programserien "Ultra Fucking Flink" (Webside ikke længere tilgængelig)
- Bogen Fucking Flink, Lars AP, 2010, ISBN 978-87-7108-070-4